# روس كينغ (لاعب كرة قدم أسترالية)
روس كينغ (بالإنجليزية: Ross King)‏ هو لاعب كرة قدم أسترالية أسترالي، ولد في 11 يونيو 1943.

## وصلات خارجية
- روس كينغ على موقع AustralianFootball.com (الإنجليزية)
- روس كينغ على موقع AFLtables.com (الإنجليزية)